# Cibalia Vinkovci
HNK Cibalia Vinkovci ist ein kroatischer Fußballverein aus der Stadt Vinkovci.

## Geschichte
Die jeweils 1919 gegründeten Vereine Željeznički sportski klub (dt. Eisenbahnersportverein) und GSK „Cibalia“ schlossen sich 1920 zum ŽGSK "Cibalia" zusammen. Nach dem Zweiten Weltkrieg hieß der Verein NK Dinamo Vinkovci.
1968 qualifizierte sich Dinamo Vinkovci für die damals neu gegründete zweite jugoslawische Liga, 1982 gelang der Aufstieg in die erste Liga Jugoslawiens, aus der 1987 der Abstieg in die zweite Liga erfolgte.
Nach der Unabhängigkeitserklärung Kroatiens erhielt der Verein am 13. September 1990 den Namen Hrvatski nogometni club „CIBALIA“ Vinkovci und war 1992 Gründungsmitglied der 1. HNL.
Seither spielte der Verein bis auf die Spielzeiten 1997/98 und 2004/05 immer in der ersten Liga Kroatiens. Die höchsten Platzierungen waren zwei fünfte Plätze in den Spielzeiten 1992/93 und 2002/03. Der größte Vereinserfolg gelang 1999 mit dem Erreichen des Endspiels im kroatischen Pokal.
Auf europäischer Ebene spielte Cibalia Vinkovci 2000 und 2003 jeweils im UEFA Intertoto Cup, wobei 2003 der Einzug ins Halbfinale gelang, wo der VfL Wolfsburg die Oberhand behielt.

## Stadion
Das Stadion von Cibalia Vinkovci heißt wie der Verein, wurde 1966 unter dem Namen Mladost (dt. Jugend) erbaut und nach dem Aufstieg in die erste jugoslawische Liga im Jahre 1982 auf 18.000 Plätze erweitert. Mit der Unabhängigkeit Kroatiens erhielt das Stadion den heutigen Namen. Größere Umbauten in den Jahren 2003 und 2008 führten zur heutigen Kapazität von 10.000 Plätzen.

## Spieler
- Sulejman Halilović (1977–1984)
- Neven Rudić (1980–1983)
- Tomislav Ivković (1982–1983)
- Igor Štimac (1986–1987)
- Josip Weber (1987–1988)
- Andrej Kerić (1993–2003) Jugend, (2003–2007) Spieler,
- Ivan Bošnjak (1996–2000)
- Renato Jurčec (1998–1999)
- Mladen Bartolović (200?)

## Trainer
- Otto Barić (1976–1979)
- Igor Štimac (2006)